# Tanácskommunizmus
A tanácskommunizmus a marxista, de antileninista kommunista eszmeáramlatok egyike. A baloldali kommunizmus egyik ágának szokták tekinteni.
A tanácskommunizmus legfőbb alapelve, amelyben különbözik a marxizmus–leninizmustól, az államhatalom gyakorlásáról vallott nézete. A tanácskommunizmus hívei szerint (hasonlóan a trockistákhoz ) az államhatalom gyakorlásának módja a munkástanácsok rendszere, nem a kommunista párt által vezetett proletárdiktatúra.
A tanácskommunisták elutasították Lenin politikáját és a szovjet rendszert, úgy vélték, hogy a Szovjetunió nem kommunista, hanem kapitalista állam, amelyben a tőkések osztályának szerepét a pártapparátus vette át, ezért a szovjet rendszert államkapitalistának nevezték.
Tanácskommunizmusnak nevezik még időnként az első világháború után Európában létrejött néhány tanácsköztársaság, mint a Magyarországi Tanácsköztársaság rendszerét is. 

## Híres tanácskommunisták
- Herman Gorter
- Paul Mattick
- Anton Pannekoek

## Kapcsolódó irodalom
- "A fasizmus elleni harc a bolsevizmus elleni küzdelemmel kezdődik"
- Anton Pannekoek, Workers’ Councils, AK Press, 2003
- Anton Pannekoek, Anton Pannekoek Archive
- Anton Pannekoek, Herman Gorter, Sylvia Pankhurts, Otto Ruhl, 'Non-Leninist Marxism: Writings on the Workers Councils'. St Petersburg, Florida: Red and Black Publishers, 2007. ISBN 978-0-9791813-6-8.
- Collective Action Notes (angol nyelven). [2008. január 13-i dátummal az [ eredetiből] archiválva]. (Hozzáférés: 2009. augusztus 18.)
- Communism or Reforms (angol nyelven). Sylvia Pankhurst, Anton Pannekoek. [2002. október 3-i dátummal az [ eredetiből] archiválva]. (Hozzáférés: 2009. augusztus 18.)
- "A forradalom nem pártügy"
- Kurasje ”The Council Communist Archive”
- Lenny Flank, 'Philosophy of Revolution: Towards a Non-Leninist Marxism'. St Petersburg, Florida: Red and Black Publishers, 2007. ISBN 978-0-9791813-8-2.
- The communist tendency in history (angol nyelven). [2002. május 28-i dátummal az [ eredetiből] archiválva]. (Hozzáférés: 2009. augusztus 18.)
- Libertarian Communist Library Largest online archive of Council Communist texts.
- Paul Mattick, Paul Mattick Archive
- Konok Péter: "...a kommunizmus gyermekbetegsége"? Baloldali radikalizmusok a 20. században. Napvilág Kiadó, Budapest, 2006. ISBN 963-9350-82-6
- Konok Péter: Egy lezárhatatlan vita margójára. Eszmélet, 64. sz. 2004. tél.